# Kystjegerkommandoen
Kystjegerkommandoen (KJK: en español "Comando de la Guardia Costera") es una unidad anfibia noruega entrenada para operar en teatros de combate litorales, desempeñando el papel de infantería de marina y artillería costera .

## Historia
La unidad se creó cuando quedó claro que las fortalezas costeras debían ser abandonadas debido a su vulnerabilidad a las modernas armas guiadas de precisión. Este fue un desarrollo gradual, ya que la antigua rama de artillería costera de las Fuerzas Armadas de Noruega se había centrado cada vez más en operaciones móviles y menos en fortalezas costeras durante muchos años.

## Rol
Los operativos del KJK están entrenados para ser altamente móviles en el entorno litoral, utilizando el Combat Boat 90 y ocasionalmente helicópteros. El CB90 es capaz de desembarcar tropas directamente en la costa. La carga útil máxima es de 16 soldados armados y la velocidad máxima es de 40 nudos (74 km/h). Su principal arma contra las naves enemigas es el misil AGM-114 Hellfire, que utiliza una ojiva de fragmentación explosiva. Esto se puede transportar fácilmente en el CB90, pero (generalmente) se lanzará desde tierra, aprovechando las numerosas islas y la escarpada costa de Noruega. El KJK mantiene un fuerte enfoque en el concepto ISTAR y se entrena para luchar contra tácticas enemigas asimétricas. El KJK se ha entrenado con fuerzas aliadas, donde se han embarcado sus CB90 desde el HNLMS Rotterdam LPD holandés y el HMS Albion británico. La unidad fue declarada operativa el 17 de agosto de 2005. La base de operaciones se encuentra en Trondenes, Harstad, en el norte de Noruega.

## Operaciones internacionales
En noviembre de 2007, una unidad del KJK ayudó a una fuerza de soldados afganos y sus 14 instructores estadounidenses mientras sufrían una emboscada de los talibanes en la provincia de Badghis en Afganistán. Cuando los soldados afganos y sus mentores estadounidenses se dirigieron a un área para detener a soldados y líderes talibanes, no sabían que se dirigían a una emboscada. Los soldados noruegos observaron esto y pudieron comunicarse con sus aliados estadounidenses por radio y advertirles sobre el peligro que se avecinaba, guiándolos para que pudieran luchar por sí mismos para salir de la situación. Los soldados noruegos involucrados recibieron la Commendation Medal del Ejército americano por sus esfuerzos.
En noviembre de 2007, el KJK participó en la Operación Front Straightening para expulsar a los talibanes de la provincia de Faryab. Durante la misión, francotiradores noruegos del segundo batallón del ejército noruego abatieron a uno de los insurgentes talibanes desde una distancia de 1380 metros (4527,6 pies). 
La unidad ha perdido a tres soldados en combate durante la guerra de Afganistán.